# ベルリン機械製造
ベルリン機械製造株式会社（独: Berliner Maschinenbau AG）はかつてのドイツの機関車のメーカー。日本ではシュヴァルツコップ社（シュワルツコップ他の読み方もあり）、ベルリナー社、あるいはベルリン造機などとも呼ばれる。

## 歴史
1852年10月3日にベルリンのルイス・ヴィクトル・ロベルト・シュヴァルツコップ(Louis Victor Robert Schwartzkopff 1825-1892)によってL. シュヴァルツコップ鋳物・機械工場として設立された。
1860年の火事と工場の拡大の後、複数の鉄道会社むけにターンテーブル、給水施設とポイントの製造を開始。 最初の機関車は、1867年2月1日にニーダーシュレージッシュ・メルキッシェ鉄道に提供された。 1870年7月1日、株式会社に改組されて、ベルリン機械製造株式会社・旧名L. シュヴァルツコップ（独:Berliner Maschinenbau-Actien-Gesellschaft vormals L. Schwartzkopff, Berlin）という社名を名乗った。1897年には2番目の工場がヴィルダウに開設された。
1907年7月4日に、ミュンヘンのマッファイとの協力が始まり、マッファイ-シュヴァルツコップ工業有限会社が、ヴィルダウの既存の工場の隣に開設された。 1910年には同地で電気機関車とその機器の製造を開始。1924年には、ディーゼル機関車の製造も始まった。
第二次世界大戦の間に工場が破壊され、続いてベルリンとヴィルダウの工場が解体された結果、ベルリン機械製造の機関車製造は1945年に終わった。
1945年9月20日に、残りの工場で生産が再開され、鋳物製造の他、ライノタイプ植字機とビン製造機の製造が行なわれた。1966年に、ベルリン機械製造株式会社はDIAG（Deutsche Industrieanlage 有限会社）に吸収された。